# Will Ferrell
John William „Will“ Ferrell (* 16. července 1967 Irvine, Kalifornie) je americký komik, herec a spisovatel. Prvně se prosadil v devadesátých letech jako člen obsazení v komediální talk show Saturday Night Live na NBC. Následně hrál v komediích Mládí v trapu, Vánoční skřítek, Zprávař: Příběh Rona Burgundyho, Ricky Bobby: Nejrychlejší jezdec, Horší to už nebude, Ledově ostří, Poloprofesionál, Bratři z donucení a Benga v záloze. Je považován za člena Frat Pack, generace herců, kteří spolu od konce 90. let 20. století účinkují, do skupiny jsou zahrnuti také Ben Stiller, Jack Black, Vince Vaughn, bratři Owen Wilson a Luke Wilson a Steve Carell.

## Mládí
Ferrell se narodil v Irvine v Kalifornii. Jeho matka Betty Kay (rozené Overman) byla učitelka na základní škole v Old Mill a na vysoké škole Santa Ana College. Jeho otec Roy Lee Ferrell Jr. byl členem hudební skupiny The Righteous Brothers. Oba jeho rodiče pocházeli z Roanoke Rapids v Severní Karolíně a přestěhovali se do Kalifornie v roce 1964. Ferrell je anglického, německého, irského, a vzdáleně francouzského a italského původu. Má mladšího bratra jménem Patrick. Jeho rodiče se rozvedli, když mu bylo osm. Rozvod proběhl klidně. Největším problémem rodiny byla Leeova práce. Jako muzikant nikdy neměl stálý příjem a býval mimo domov i několik měsíců. Díky tomu Ferrell zpočátku nechtěl do showbyznysu.
Will nejprve navštěvoval Turtle rock Elementary, později Rancho San Joaquin Middle School, obě v Irvine. Dále chodil do University High School, také v Irvine, kde hrál ve školním týmu evropský i americký fotbal a byl kapitánem basketbalového týmu a členem studentské rady. Ferrell nazval třetí třídu “klíčovým rokem„. Uvědomil si, že umí spolužáky rozesmát, když předstíral, že si rozbije hlavu o zeď nebo schválně spadl. Říkal, že to byl skvělý způsob jak získat přátele.
V posledním ročníku střední školy Ferrell s kamarádem dělal komediální parodie na školní intercom systém ve spolupráci s ředitelem. Psali si vlastní scénky. Will hrál také v komediálních scénkách a na školních talentových vystoupeních. Vyhrál cenu „Nejlepší osobnost“ odhlasovanou jeho spolužáky. Zapsal se na University of Southern California, kde studoval sportovní vysílání a připojil se ke spolku Delta Tau Delta. Na vysoké škole byl známý díky několika žertům. Občas se převlékl za školníka a šel se projít do třídy svých přátel. Byl také známý tím, že běhal nahý po areálu kampusu s několika dalšími lidmi ze spolku. Ferrell získal stáž v místní televizní stanici ve sportovním oddělení, ale práce ho nebavila.
Poté, co získal bakalářský titul, už věděl, že nechce dělat v televizi. Vzal práci hotelového sluhy, kde hned druhý den zničil zavazadlový regál o dodávku. Také pracoval jako pokladník ve Wells Fargo, ale první den přišel asi o 300 dolarů a druhý den o 280 dolarů. Nekradl peníze, byl jen neopatrný a náchylný k chybám. V roce 1991 byl povzbuzen matkou, aby dělal něco, co má rád. Ferrell se přestěhoval do Los Angeles a prošel konkurzem do komediální skupiny The Groundlings, kde měl čas rozvíjet své improvizační schopnosti.

## Osobní život
V srpnu roku 2000 si vzal švédskou herečku Vivecu Paulinovou, kterou potkal v roce 1995 při herectví. Žijí v New Yorku a v kalifornském Orange County a mají syny Magnuse Paulina Ferrella (nar. 7. března 2004), Mattiase Paulina Ferrella (nar. 30. prosince 2006) a Axela Paulina Ferrella (nar. 23. ledna 2010).
V roce 2006 uvedly stránky I-Newswire.com nepradivou informaci, že Will Ferrell zahynul při nehodě na paraglidingu.[zdroj⁠?!]